# Legioen van Eer van de Turkse Strijdkrachten
Het Legioen van Eer van de Turkse Strijdkrachten is een ereteken in de vorm van een vergulde en rood geëmailleerde bronzen ster met een enkele graad. Het is alleen voor vreemdelingen bestemd.
De onderscheiding wordt toegekend voor grote verdiensten voor succes en verbetering van de Turkse strijdkrachten.
De achtpuntige ster draagt in het midden een door een gouden lauwerkrans omringd donkerrood medaillon met de Turkse halve maan en ster. Rond de krans is een dunne witte achthoek geplaatst. De gouden stralen zijn zo geplaatst dat de langste diagonale, horizontale en verticale stralen niet de langste stralen zijn. Er is geen lint.